# Koktélparti-jelenség

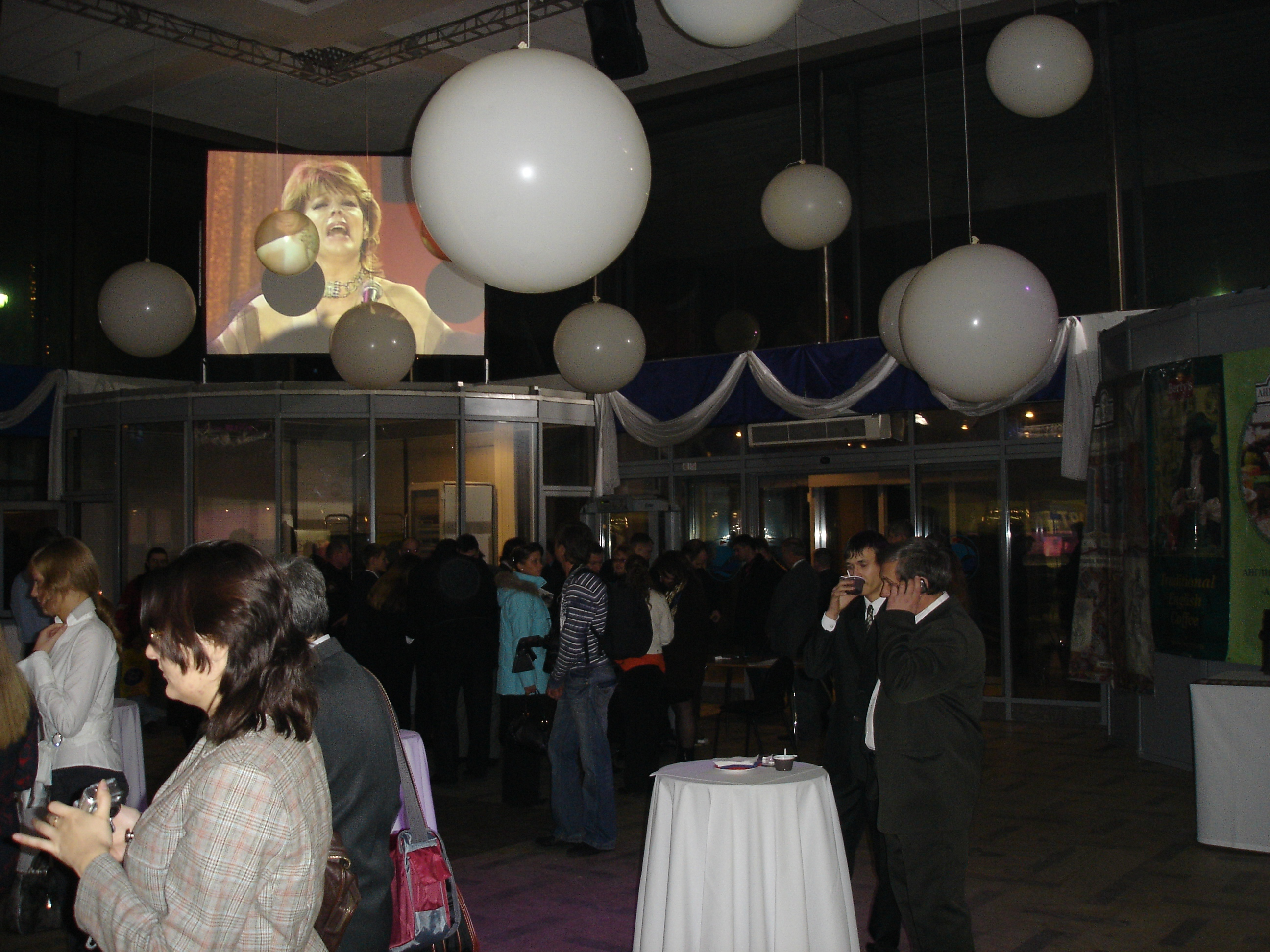
Látható a sok zajforrás (több embercsoport beszélget, énekesnő a monitoron)

A koktélparti-jelenség azt a képességünket foglalja magába, hogyan vagyunk képesek egyes hangokat elkülöníteni egyéb zavaró tényezők közül. Tehát lehetővé teszi számunkra azt, hogy zajos környezetben is kommunikálhassunk.

## Az elnevezés
Az elnevezés találó: képzeljük el, hogy egy hangos és zsúfolt házibuliban vagyunk. Még így is képesek vagyunk hallani és megérteni a személyt, akivel éppen társalgunk, s egyidejűleg kizárni a háttérzajokat (a többiek beszélgetésének zajait), még ha azok hangjai erősebbek is, mint beszélgetőpartnerünk beszéde. 
A koktélparti-hatás másik vonatkozása a de-reverberáció. Egy közönséges szobában a hallgató sokkal kevesebb visszhangot s utóhangzást tapasztal, mint amennyit egy mikrofon vesz fel. Úgy tűnik, az emberi auditív észlelési rendszer figyelmen kívül hagyja a visszavert hangokat, lévén más irányból érkeznek, mint a direkt ingerek (hangok). Az auditoros rendszer tehát képes elterelni a figyelem irányát és egy hangforrásból egy másikba fordulni.  

## Mindkét fülre vonatkozó adatfeldolgozás. Binaurális felfedés
A koktélparti-hatás egy olyan jelenség, melyben szerepe van mindkét fülünknek: azokat az embereket, akik csupán egy egészséges füllel rendelkeznek, sokkal nagyobb mértékben összezavarják a gátló zajok, mint a két ép füllel bírókat. A koktélparti-jelenség ugyanis szoros kapcsolatban áll a hangforrás lokalizációjával. Kísérletek mutatják ki, hogy az auditoros rendszer képes legalább két hangforrást lokalizálni egyidejűleg, s képes meghatározni mindegyik megfelelő ismertetőjelét, szintén egyszerre. Vagyis, amint az auditoros rendszer lokalizált egy hangforrást, ennek jelét képes kivonni más, zavaró (gátló) források közül.
Feltételezhető, hogy az auditoros rendszer egyfajta kölcsönösséget mutat a két fül között. 
Kísérletek zajlottak, melyek során technikai eszközök segítségével jelenítették meg a koktélparti-hatást. Az ezt vizsgáló szerkezetek az úgynevezett „koktélparti-processzorok”. 
Ezen kísérletek során az alanyok számára fülhallgató segítségével különféle hangokat és széles sávú zajt játszottak, egyidejűleg az egyik, például kizárólag a jobb fülbe. A hangot sokkal nehezebben hallották meg, hiszen a zaj hatására az adott hang észlelési küszöbe drasztikusan megnőtt. Azonban magáért beszél a kísérlet második lépése, amikor a másik, a bal fülbe is bevezették a széles sávú zajt: az ezidáig elnyomott hangot ismét képesek voltak meghallani a kísérlet alanyai. Ám ha a bal fülbe a zaj mellé a hangot is lejátszották, az ismét eltűnt. Hogyan lehetséges ez?
A magyarázat a hanglokalizációs jelenségekben keresendő. Észlelőrendszerünk a jobb fülbe érkező zajt és hangot azonos hangforrásból eredőnek tekinti, ami egyenlő azzal, hogy megjelenik az elfedés. Amikor a zaj közvetítődik a bal fülbe is, akkor a hanghoz képest megváltozik a zaj téri konfigurációja: mindkét fülben hallható. Ehhez azonban elengedhetetlen, hogy a zaj azonos forrásból származzon: fázisának, hangosságának és magasságának szigorúan egyeznie kell mindkét fülben. 
A binaurális felfedés felelős továbbá azért is, hogy a háttérzajokból felfigyelünk a nevünkre, ha valaki megemlíti azt egy hangos szobában. Vagyis hallórendszerünk a figyelmen kívül hagyott hangokat is képes elemezni. Mivel ehhez a mentális képességekre is szükség van, a legtöbb pszichológus ezt kognitív, és nem észlelési folyamatnak tekinti.

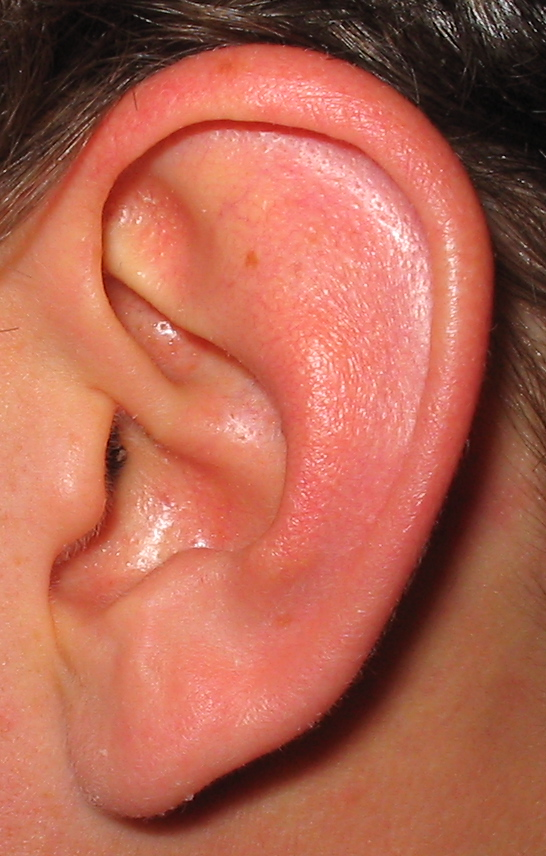
Bal emberi fül

## Egy fülre vonatkozó adatfeldolgozás
Auditoros rendszerünk nem csak az irányspecifikus jelfeldolgozásra „szakosodott”: egy fülre vonatkozó effekteket is használ a zaj mérséklésére. Ha a kívánt jel jellegzetességei felismerhetőek (mintegy a beszéd jellegzetességei)  avagy felbecsülhetőek (mintegy az elvárt beszédhangok a megfigyelt szájmozgásoknál), akkor az összes jelösszetevő, mely nem illik össze az elvárt jellegzetességekkel, elnyomható, megszüntethető és ennek a zajnak a zavaró hatása kiiktatható.
Az emberi fülkagyló tulajdonképpen egy irányfüggő szűrő, mely az egyes frekvenciákat eltávolítja, azon irány alapján, amelyből a hang jön. Ez a szűrő képes egymástól elkülöníteni a felülről és alulról, az elölről és hátulról érkező hangokat, még akkor is, ha csak az egyik fül van használatban.

## Fordítás
- Ez a szócikk részben vagy egészben  a   Cocktail party effect című angol Wikipédia-szócikk fordításán alapul.  Az eredeti cikk szerkesztőit annak laptörténete sorolja fel. Ez a jelzés csupán a megfogalmazás eredetét és a szerzői jogokat jelzi, nem szolgál a cikkben szereplő információk forrásmegjelöléseként.

## Külső hivatkozások
- Cocktail Party Processors, (angolul)